# Rue barbare
Pour la bande originale du film, voir Rue barbare (bande originale).
Pour plus de détails, voir Fiche technique et Distribution.
Rue barbare est un film français réalisé par Gilles Béhat sorti en 1984.

## Synopsis
Dans un quartier périphérique, la bande des « Barbares » domine la rue et le monde de la nuit, et organise le racket des commerçants, ainsi que le trafic de drogues. Son chef, Mathias Hagen (Bernard-Pierre Donnadieu) dit « Matt », règne par la terreur. « Hagen a tous les droits », dit-il. Les habitants du quartier ont adopté la règle du « j'ai rien vu, rien entendu ». Quant à la police, on voit ses inspecteurs fermer les yeux, satisfaits de prélever leur commission à la boîte de nuit que Matt a ouverte dans une usine désaffectée.
Daniel Chetman (Bernard Giraudeau), dit « Chet », est un ancien membre de la bande. Depuis dix ans, il a « traversé la rue », c'est-à-dire, dans le jargon de la bande, qu'il s’est rangé. Il travaille désormais comme ouvrier. Il vit toujours dans le même quartier, avec son épouse, son père (Michel Auclair), qui a perdu la raison, son frère Paul, un rocker drogué dont la femme se prostitue. En attendant de pouvoir quitter le quartier pour s'installer ailleurs avec son épouse, Chet a choisi d'adopter une règle de vie : ne jamais s'occuper des affaires d'autrui.
Mais un soir, alors qu'il rentre chez lui, il répond à l'appel au secours d'une jeune Chinoise, abandonnée dans un chantier après avoir été violée. Il ne fait que l'aider à se relever et l'accompagne quelques mètres en échangeant quelques mots avec elle, mais il sait qu'il a d'ores et déjà enfreint les règles imposées par Matt, et que celui-ci ne le lui pardonnera pas. Les hommes de Matt ne tardent d'ailleurs pas à lui faire savoir que leur chef l'attend à l'« usine », sa boîte de nuit. Chet va au rendez-vous, pour lui confirmer qu'il restera muet sur ce qu'il a vu. Matt lui signifie alors qu'il a trahi sa confiance, mais qu'en souvenir du passé, où ils étaient « unis comme les six doigts de la main », il lui laissera la vie. Pourtant, il le tabasse jusqu'à ce qu'il perde connaissance.
De retour chez lui, Chet est bien résolu à faire comme si rien ne s'était passé, et à continuer à faire profil bas, mais un nouvel événement va précipiter les choses. Il se rend chez son vieil ami « Tempo » (Pierre Frag). Là, il se retrouve nez à nez avec « Cobra » (Jean-Pierre Sentier), un associé de Matt, qui vient d'assassiner son ami d'une manière particulièrement atroce. Comprenant que « Cobra », qui est un véritable psychopathe, veut le trucider lui aussi, uniquement par plaisir, il n'a d'autre recours que de le tuer. Il sait alors qu'Il a scellé son destin.

## Fiche technique
- Titre : Rue barbare
- Réalisateur : Gilles Béhat
- Scénario : Gilles Béhat et Jean Herman, d'après le roman de David Goodis Street of the lost 1952.
- Production : Jean Ardy et Adolphe Viezzi
- Musique : Hector Drand et Bernard Lavilliers
- Image : Jean-François Robin
- Montage : Geneviève Vaury
- Affiche : Philippe Lemoine
- Date de sortie : 
  -  France : 4 janvier 1984
- (fr) Mention CNC : interdit aux moins de 12 ans (visa d'exploitation no 57341 délivré le 16 décembre 1983)[1]

## Distribution
- Bernard Giraudeau : Daniel Chetman, dit « Chet »
- Christine Boisson : Emma la Rouge, dite « Manu »
- Bernard-Pierre Donnadieu : Mathias Hagen, dit « Matt »
- Michel Auclair : Georges Chetman, père de Chet
- Jean-Pierre Kalfon : Paul Chetman, dit « Rocky Malone »
- Corinne Dacla : Édith Chetman, dite « Eddie », femme de Daniel
- Nathalie Courval : Carla Chetman, femme de Paul
- Jean-Pierre Sentier : Yougo, associé d’Hagen, dit « Cobra »
- Pierre Frag : Benvenuto Temporini, dit « Tempo »
- Myriam Salvodi : Tillie, prostituée
- Hakim Ghanem : Lobo, un jeune garçon des rues
- Christian Rauth : un homme de main de Hagen, surnommé « Monocouille »
- Jean-Claude Dreyfus : un homme de main de Hagen, surnommé « Nez-de-Bœuf »

## Distinctions
Deux nominations aux César 1985 :
- Meilleur acteur dans un second rôle pour Bernard-Pierre Donnadieu

- Meilleure musique pour Bernard Lavilliers[réf. souhaitée]

## Production
Bernard-Pierre Donnadieu n'a pas été retenu par le réalisateur Gilles Béhat à la suite de leur première entrevue avec Bernard Giraudeau dans un café. C'est Jean-Roger Milo qui joua les premières scènes du film. Mais, à la suite d'une rixe qui plongea l'acteur dans le coma pendant plusieurs jours, il dut céder sa place à Bernard-Pierre Donnadieu.
La première scène du film, dans laquelle Chet vient au secours de la jeune Chinoise, se déroule à la Courneuve, rue des Francs-Tireurs.
Contrairement à une légende tenace, Jean-Claude Van Damme ne figure pas dans ce film, étant arrivé sur place 24 heures après le tournage de la scène dans laquelle il était censé apparaître[réf. souhaitée].